# Vidice (Kutná Hora-i járás)
Vidice település Csehországban, a Kutná Hora-i járásban. Vidice Košice, Suchdol, Malešov, Miskovice és Onomyšl településekkel határos. Lakosainak száma 283 fő (2024. január 1.).

## Népesség
A település lakosságának változását az alábbi diagram mutatja:
| Lakosok száma | 926  | 867  | 806  | 546  | 313  | 214  | 230  | 235  | 274  | 283  |
|               | 1869 | 1890 | 1921 | 1950 | 1980 | 2001 | 2017 | 2019 | 2022 | 2024 |